# Hill 60

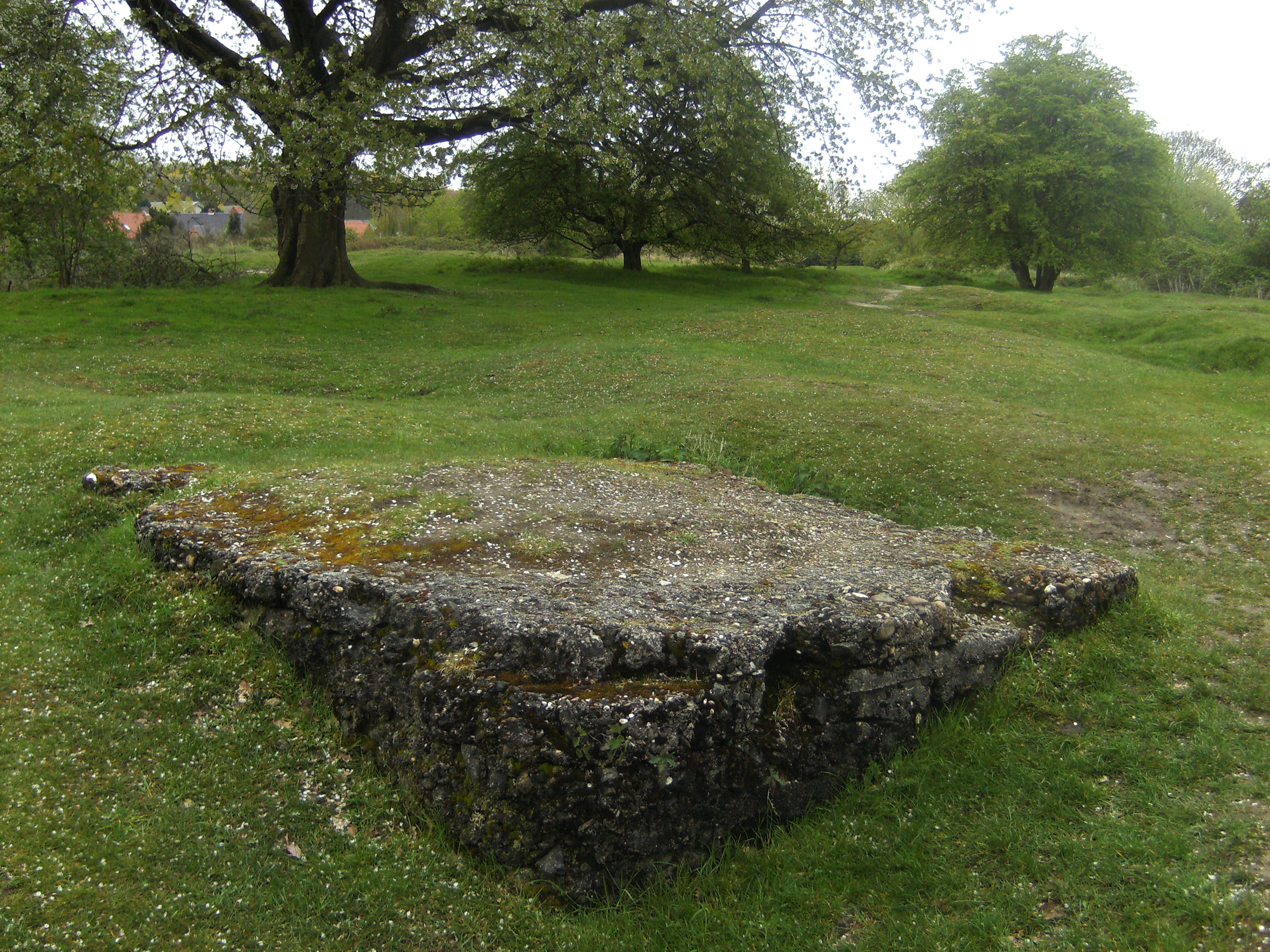
Bunker op de site van Hill 60

Hill 60 is een heuvel even buiten het Belgische dorp Zillebeke, waar fel werd gestreden tijdens de Eerste Wereldoorlog. De heuvel ligt nabij de spoorweg Ieper-Kortrijk (Spoorlijn 69), langs de Zwarteleenstraat.
De heuvel is onderdeel van de zogenaamde Hoogte van Wijtschate-Zillebeke waar ook de Helling van Mesen, Helling van Wijtschate en Hill 62 deel van uitmaken.
De hoogte van Hill 60 reikt tot 60 meter boven zeeniveau. Eigenlijk is deze heuvel opgebouwd uit grond die vrijkwam bij de aanleg van 'de' spoorweg. De Gedenksite van Hill 60 is bewaard gebleven en kan vrij bezocht worden.
Vlakbij was vroeger het 'Hill 60-museum' gevestigd in een typisch Belgisch café. De collectie van het voormalige museum werd in 2007 door de stad Ieper aangekocht.

## Eerste Wereldoorlog
Op 10 december 1914 werd Hill 60 veroverd door het Duitse leger. De Britse 171e Tunneling Company begon echter in februari 1915 tunnels onder de Hill te graven. In april 1915 waren de tunnels klaar en waren zes mijnen geplaatst onder de Duitse posities.
Op 17 april 1915 om 19.05 uur werden de mijnen tot ontploffing gebracht. De explosies duurden ongeveer tien seconden en verwoestten de verdedigingswerken van de Duitsers. Een Britse soldaat die boven de borstwering keek werd gedood door rondvliegend puin. De Britten konden Hill 60 innemen; ze verloren hierbij zeven man.
De overwinning was echter van korte duur: op 18 april werden de Britten na een nachtelijke Duitse aanval weer verdreven van de heuvel. Britse versterkingen zorgden voor een nieuw offensief, en met succes: de heuvel kwam weer in Britse handen.